# District de Sidhi
Le district de Sidhi  (hindi : सिधी जिला) est un district  de l'état du Madhya Pradesh, en Inde,

## Géographie
Au recensement de 2011, sa population compte 1 126 515 habitants.
Son chef-lieu est la ville de Sidhi. 